# A Hírközlésért érdemérem
A Hírközlésért Érdemérema hírközlés érdekében végzett magas színvonalú, eredményes munka elismeréséért adományozható állami elismerés, amelyet Seszták Miklós nemzeti fejlesztési miniszter hozott létre 2014-ben. Évente legfeljebb 6 érem adható.

## A díj
Az érem díszdobozban elhelyezett, ezüstből készült, „proof” kivitelű, átmérője 42,5 mm, vastagsága 3 mm. Előlapján az ágazatot szimbolizáló ábra és a szakmai érem elnevezése látható. Hátoldalán Magyarország címere helyezkedik el, amelyet „AZ INNOVÁCIÓS ÉS TECHNOLÓGIAI  MINISZTERTŐL” felirat övez (2018 előtt „A NEMZETI FEJLESZTÉSI MINISZTERTŐL” felirat szerepelt rajta).
Az érem a március 15-i és az október 23-i nemzeti ünnep alkalmából adományozható.

### Díjazottak
2018. október
- Nagy Péter, a Hírközlési és Informatikai Tudományos Egyesület operatív igazgatója

2018. március
- Fónad Tibor, a Kormányzati Informatikai Fejlesztési Ügynökség, Szupergyors Internet Programiroda kiemelt szakértője,
- dr. Karl Károly, a Nemzeti Média és Hírközlési Hatóság, Hírközlés-felügyeleti Főosztály főosztályvezetője,
- Pintér Attila László, a Nemzeti Fejlesztési Minisztérium Infokommunikációért Felelős Helyettes Államtitkárságának távközlési szakértője,

2017. október
- Ragyák Csaba, a Naracom Informatikai Kft. ügyvezetője,
- Schmidt Péter János, az MVM NET Zrt optikai hálózatok csoportvezetője,
- dr. Ulelay Emília, a Nemzeti Média és Hírközlési Hatóság Frekvencia- és Azonosítógazdálkodási Főosztály főosztályvezető-helyettese,

2017. március
- dr. Bálint Lajos, a Kormányzati Informatikai Fejlesztési Ügynökség tanácsadója,
- Kis Gergely, az eNET Internetkutató és Tanácsadó Kft. partnerének,
- Penha Felizardo Antonio, a Hungaro Digitel Kft. vezérigazgatójának,
- Szabó Sándor, a Magyar Telekom Nyrt. hozzáférési hálózatok központvezetője,

2016. október
- Csilling László, a Kormányzati Informatikai Fejlesztési Ügynökség projektvezetője,
- Kajzinger Ervin, a Nemzeti Média- és Hírközlési Hatóság nemzetközi és stratégiai igazgatója,
- dr. Tremmel János, a Magyar Telekom Nyrt. IP és központ hálózatok igazgatója,

2016. március
- Kovács Brigitta, az NFM Infokommunikációs Gazdaság- és Társadalomfejlesztési Főosztály főosztályvezető-helyettese,
- Sipos Attila, a BME Rendszerek és Szolgáltatások Tanszék NET visor Zrt. ügyvivő szakértőjének, vezető tanácsadója,
- Vári Péter, a Nemzeti Média és Hírközlési Hatóság főigazgató-helyettese,

2015. október
- dr. Debreceni Győző, a Kormányzati Informatikai Fejlesztési Ügynökség projektvezetője,
- Heckenast Gábor, nyugalmazott gépészmérnök,
- dr. Kövesi Gabriella, a Magyar Telekom Nyrt. csoport szabályozási igazgatója,

2015. március
- Árki Zsolt, az Antenna Hungária Zrt. fejlesztési osztályvezetője,
- Dévényi István, a Magyar Telekom Nyrt. technológia-üzemeltetési igazgatója,
- Mayerné Sziebig Andrea, az IT-Business Publishing Kft. ügyvezető-főszerkesztője,

2014. október
- Göndör László, a Kormányzati Informatikai Fejlesztési Ügynökség projektvezetője,

2014. március
- Christopher Mattheisen, a Magyar Telekom Nyrt. vezérigazgatója,

2013. október
2013. március
- Szabó Zoltán Attila, a Nemzeti Infokommunikációs Szolgáltató Zrt. vezérigazgatója[12]

2012. október
- Szabó Zoltán, a Kormányzati Informatikai Fejlesztési Ügynökség főosztályvezető-helyettese,

2012. március
2011. október
- Csegezi Tamásné, a Magyar Posta Zrt., filatélia igazgatója